# Olof Hård af Segerstad
Olof (Larsson) Hård (af Segerstad), född 13 maj 1555 i Reftele församling, död 31 oktober 1630, var en svensk officer och ämbetsman. Han var far till Carl Olofsson Hård af Segerstad.

## Biografi
Olof Hård föddes 1555 på Segerstad i Reftele församling. Han var son till amiralen och översten Lars (Lasse) Pedersson Hård och Brita Ribbing. Hård deltog 1577 i hertig Karls resa till Pfalz. År 1587 var Hård hertig Karls kammarjunkare och 13 september blev han hövitsman för en fänika knektar. Hård blev 28 oktober 1596 mönsterherre i Stockholm och 18 juni 1597 blev han översteamiral över sjögående flottan. Samma år blev Hård utsedd till en av fyra ståthållare i Kalmar när hertigen intagit slottet. Följande år tvingades man återlämna Kalmar till Sigismund och Hård hamnade i polsk fångenskap, ur vilken han dock blev utväxlad 1599. Han blev 1600 ståthållare över Jönköpings slott, stad och län. Hade från 17 april 1600 till 1618 i förläning Reftele socken och Anderstorps socken. Hård blev 19 juli 1605 befallningshavande över krigsfolket i Småland och 4 april 1609 överste för krigsfolket. Från 4 januari 1612 till 30 maj 1612 var han åter ståthållare på Jönköpings slott. Hård avled 1630 och begravdes på Reftele kyrkogård.

### Familj
Hård gifte sig 13 mars 1586 på Örebro slott med Catharina Vogtin von Fronhausen (1553–1640). Hon var dotter till Johan Vogt von Fronhausen och Anna Catharina Rau von Holzhausen. De fick tillsammans barnen Johan Hård af Segerstad (död 1645), Brita Hård af Segerstad som var gift med översten Zackarias Pauli, riksjägmästaren Carl Hård af Segerstad, Maria Hård af Segerstad som var gift med Hierta, Carl Claesson Hård af Torestorp och Anders Blome, Erik Hård af Segerstad, Elisabet Hård af Segerstad (död 1622) som var gift med borgmästaren Nils Månsson i Norrköping, Catharina Hård af Segerstad som var gift med Per Kijl och översten Adolf Gustaf Hård af Segerstad.